# 菲什特拉普 (阿拉巴馬州)
菲什特拉普（英語：Fishtrap）是一個位於美國阿拉巴馬州塔拉迪加縣的非建制地區。該地的面積和人口皆未知。

## 地理
菲什特拉普的座標為33°29′25″N 86°14′26″W / 33.49028°N 86.24056°W，而該地的平均海拔高度為143米（即469英尺）。